# Ansel Adams
Ansel Easton Adams, född 20 februari 1902 i San Francisco i Kalifornien, död 22 april 1984 i Carmel-by-the-Sea i Kalifornien, var en amerikansk fotograf.
Adams är känd för sina svartvita fotografier på nationalparker (bland annat Yosemite National Park) och som författare av ett antal böcker om fotografi, bland annat trilogin med tekniska instruktionsmanualer (The Camera, The Negative och The Print). Han var en av grundarna av det fotografiska sällskapet Group f/64 tillsammans med andra mästare som Edward Weston, Willard Van Dyke, Imogen Cunningham, med flera.
Han uppfann zonsystemet, en teknik som tillåter fotografer att "översätta" ljuset de ser till specifika densiteter på negativ och papper, vilket ger dem bättre kontroll över de färdiga fotografierna. Adams gick också i bräschen för idén om "visualisering" (som han ofta kallade 'förvisualisering', dock erkände han senare att den termen var överflödig) av den färdiga kopian baserat på de uppmätta ljusvärdena i det motiv som fotograferas.
Adams ogillade likformigheten i skolsystemet och lämnade skolan 1915 för att utbilda sig på egen hand. Han tränade ursprungligen sig själv till att bli pianist, men när han var fjorton år fick han en kamera som present under ett besök till Yosemite National Park. Där mötte han även sin blivande fru, Virginia Best.
Vid sjutton års ålder gick Adams med i Sierra Club, en grupp som verkar för att bevara naturens under och resurser. Både han och hans fru var vid olika tidpunkter styrelsemedlemmar. Adams var i sin ungdom en van bergsklättrare och deltog i klubbens årliga "high trips". Han var först med flera olika bestigningar i Sierra Nevada. Adams blev miljövän och hans bilder visar hur många av dessa nationalparker såg ut före människans påverkan och utbredda resande. Hans verk har främjat många av Sierra Clubs mål och har kastat ljus på miljöproblem.
Fotografier i Adams bok Sierra Nevada: The John Muir Trail (som gavs ut i begränsad upplaga), tillsammans med hans text, påverkade beslutet att göra Sequoia och Kings Canyon till en nationalpark 1940.
Adams var upprörd över interneringen av japaner och japanska amerikaner i USA under andra världskriget efter attacken mot Pearl Harbor. Han fick tillstånd att besöka Manzanar War Relocation Center i Owns Valley, vid foten av Mount Williamson. Fotoessän dök först upp i en utställning på Museum of Modern Art och publicerades senare som Born Free and Equal: Photographs of the loyal Japanese-Americans at Manzanar Relocation Center, Inyo County, California.
Adams mottog tre Guggenheim-stipendier under sin karriär. 1966 utvaldes han till 'Fellow' av American Academy of Arts and Sciences. 1980 tilldelades han Presidential Medal of Freedom, USA:s högsta civila utmärkelse, av president Jimmy Carter.
Publiceringsrättigheterna för Adams bilder sköts av The Ansel Adams Publishing Rights Trust.
Minarets Wilderness i Inyo National Forest i Sierra Nevada döptes om till Ansel Adams Wilderness. Mount Ansel Adams, en 3 584 m hög topp, namngavs 1985 också efter honom.
Tre år före sin bortgång, 1981, erhöll Adams Hasselbladpriset.
Adams finns representerad vid bland annat Moderna Museet i Stockholm, Victoria and Albert Museum,
Museum of Modern Art, Saint Louis Art Museum, Metropolitan Museum, Denver Art Museum, Cleveland Museum of Art, Nelson-Atkins Museum of Art, National Gallery of Victoria, Whitney Museum of American Art,  Art Institute of Chicago, Minneapolis Institute of Art, National Gallery of Art, Philadelphia Museum of Art, Smithsonian American Art Museum, San Francisco Museum of Modern Art, Yale University Art Gallery och National Gallery of Canada.

## Verk
Betydande fotografier

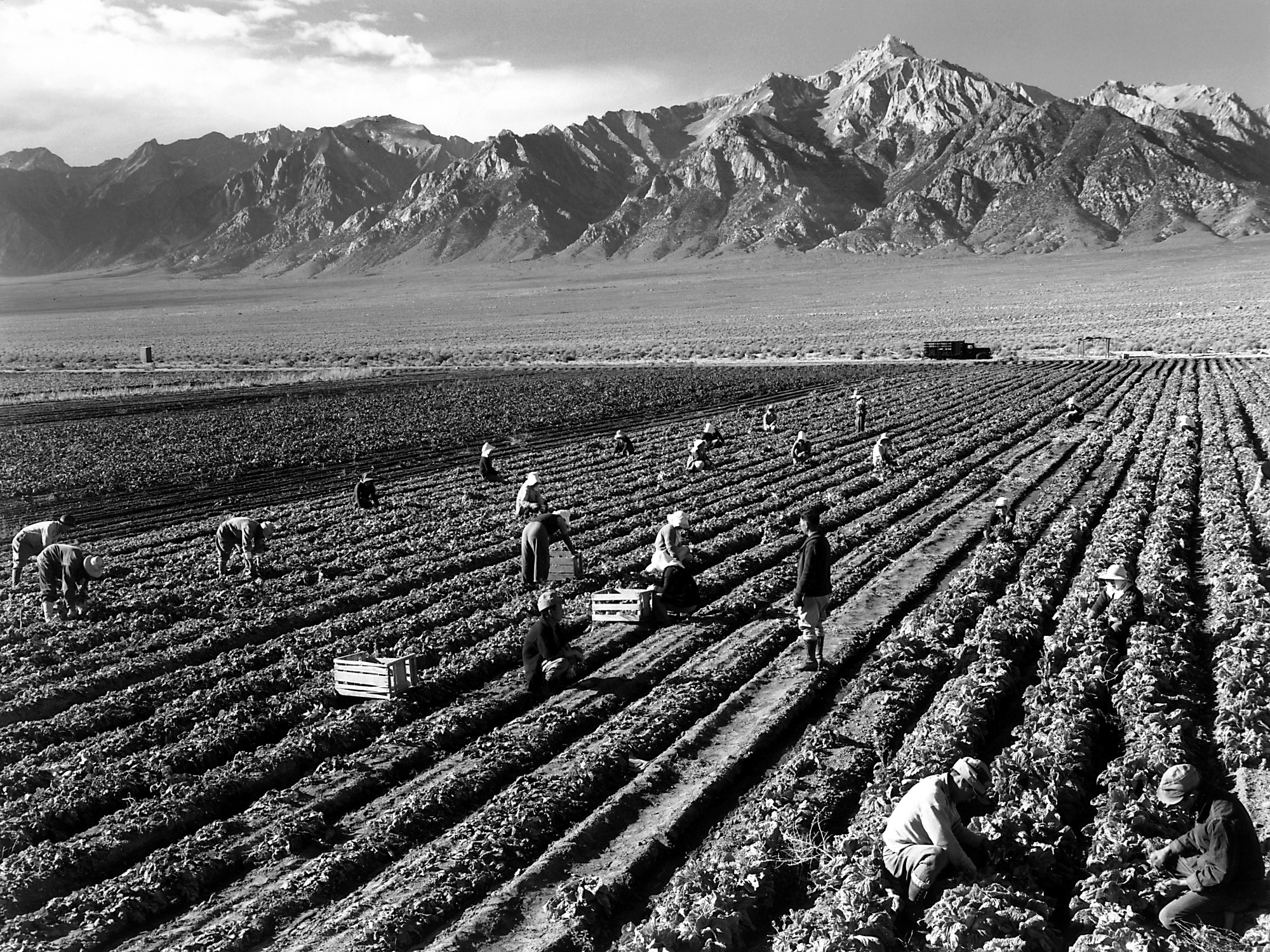
Jordbruksarbetare i Kalifornien.

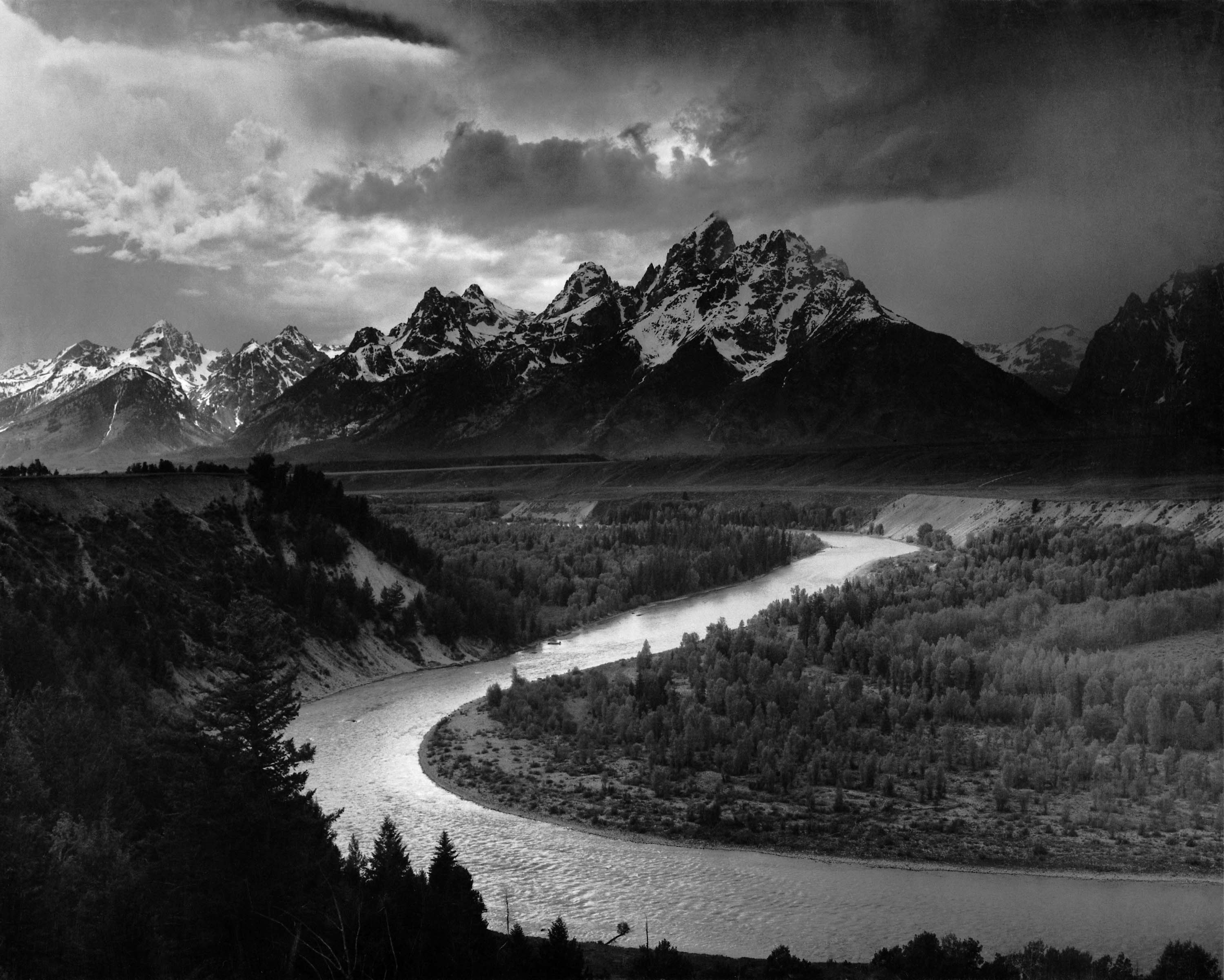
The Tetons and the Snake River.

- Monolith, The Face of Half Dome, 1927.
- Rose and Driftwood, 1932.
- Clearing Winter Storm, 1940.
- Moon Rise over Hernandez, New Mexico, 1941.
- Ice on Ellery Lake, Sierra Nevada, 1941.
- Georgia O'Keeffe and Orville Cox at Canyon de Chelly
- Aspens, New Mexico, 1958.

'Fotografiska böcker
- America's Wilderness, 1997.
- California, 1997.
- Yosemite, 1995.
- The National Park Photographs, 1995.
- Photographs of the Southwest, 1994.
- Ansel Adams: In Color, 1993.
- Our National Parks, 1992.
- Ansel Adams: Classic Images, 1986.

Tekniska böcker
- The Camera, 1995.
- The Negative, 1995.
- The Print, 1995.
- Examples: The Making of 40 Photographs